# Ulaikoilia jelineki
Ulaikoilia jelineki — вид жуков-златок. Единственный вид рода Ulaikoilia.

## Распространение
Папуа Новая Гвинея.

## Систематика
Новый вид и род отнесен к новой подтрибе Nesotrinchina Bílý, Kubáň & Volkovitsh, 2009 в составе трибы Poecilonotini Jakobson, 1913.
- Ulaikoilia Bílý & Kubáň, in Bílý, et al. 2009
  - Ulaikoilia jelineki Bílý & Kubáň, in Bílý, et al. 2009[1]